# حلقه توپولوژیکی
در ریاضیات، حلقه توپولوژیکی (Topological Ring)، حلقه‌ای چون {\displaystyle R} است که همزمان یک فضای توپولوژیکی نیز باشد، چنان که جمع و ضرب در آن به صورت نگاشت‌های پیوسته زیر باشند:
{\displaystyle R\times R\to R}
که در آن {\displaystyle R\times R} مجهز به توپولوژی حاصلضربی است؛ یعنی {\displaystyle R} گروه توپولوژیکی جمعی و نیم-گروه توپولوژیکی ضربی است.
حلقه‌های توپولوژیکی به‌طور بنیادی با میدان‌های توپولوژیکی مرتبط بوده و به‌طور طبیعی هنگام مطالعه‌شان ظاهر می‌گردند، چرا که به عنوان مثال ممکن است کامل‌سازی یک میدان توپولوژیکی حلقه توپولوژیکی باشد نه یک میدان.
هر حلقه شبه فشرده مانند حلقه گروهی کامل شده از یک گروه سودمند یک حلقه توپولوژیکی است. برای هر p اول، حلقه اعداد صحیح p-adic یک حلقه توپولوژیک است. جبر Banach به طور خاص یک جبر توپولوژیکی است، بنابراین یک حلقه توپولوژیکی است.

## کاربرد در شبکه
حلقه توپولوژی با توجه به شکل آن توپولوژی حلقه‌ای نام گذاری شده است زیرا دستگاه ها و کامپیوتر ها به صورت حلقه بهم متصل شده اند. در این نوع از توپولوژی کامپیوترهای شبکه به صورت دایره وار به هم متصل شده اند. قطع ارتباط در دایره باعث از کار افتادن همه کامپیوترهای حلقه می شود.

## ارجاعات
1. ↑  Warner 1993, pp. 1-2, Def. 1.1.
2. ↑  Warner 1989, p. 77, Ch. II.
3. ↑  «topological ring in nLab». ncatlab.org. دریافت‌شده در ۲۰۲۳-۰۲-۲۵.